# Вишлёво
Вишлёво — деревня в Новоржевском районе Псковской области России. Входит в состав  Выборской волости.
Расположена в 11 км к юго-западу от волостного центра, деревни Выбор.

## Население
| 2001 | 2002 | 2010 |
| ---- | ---- | ---- |
| 92   | ↘76  | ↘54  |

Численность населения деревни по состоянию на конец 2000 года составляла 92 человека.

## История
С 1995 до 2005 года деревня входила в состав ныне упразднённой Вишлёвской волости в качестве её административного центра.

## Известные жители и уроженцы
- Теславский, Георгий Александрович (1900—1972) — эмигрантский русский режиссёр, писатель и поэт.